# Sleaford
Sleaford este un oraș în comitatul Lincolnshire, regiunea East Midlands, Anglia. Orașul se află în districtul North Kesteven a cărui reședință este. 